# Escalunya
Escalunyes són el nom que reben diverses plantes cultivades i silvestres dins la família de les amaril·lidàcies.

## Etimologia
Escalunya deriva del llatí ascalonia (cepa) «(ceba) d'Ascaló». Ascaló és una localitat del país dels filisteus al territori de l'actual Palestina anomenat Ascaló (àrab: عسقلان, ʿAsqalān). Els francs haurien portat les escalunyes a occident després del setge d'Ascaló a finals de la Primera Croada. El centre d'origen de l'escalunya estaria a Àsia central. Tant en francès com en anglès de la ciutat d'Ascaló se'n deriven paraules que es refereixen a espècies d'escalunyes diferents (échalote/échalion, shallot/echalot) cosa que, sumada a la incertesa de la classificació taxonòmica, augmenta la confusió sobre a què es refereix exactament la paraula escalunya.
Però se sap que el nom procedeix del topònim Ascaló, ciutat de l'actual Israel. Aquest mot està relacionat amb l'arrel triliteral semítica sh-q-l que vol dir 'pesar'. En fenici i púnic era sh-q-l-n(a). Sembla que la ceba té la forma dels pesos que es feien servir en les transaccions comercials.

## Tipus d'escalunya

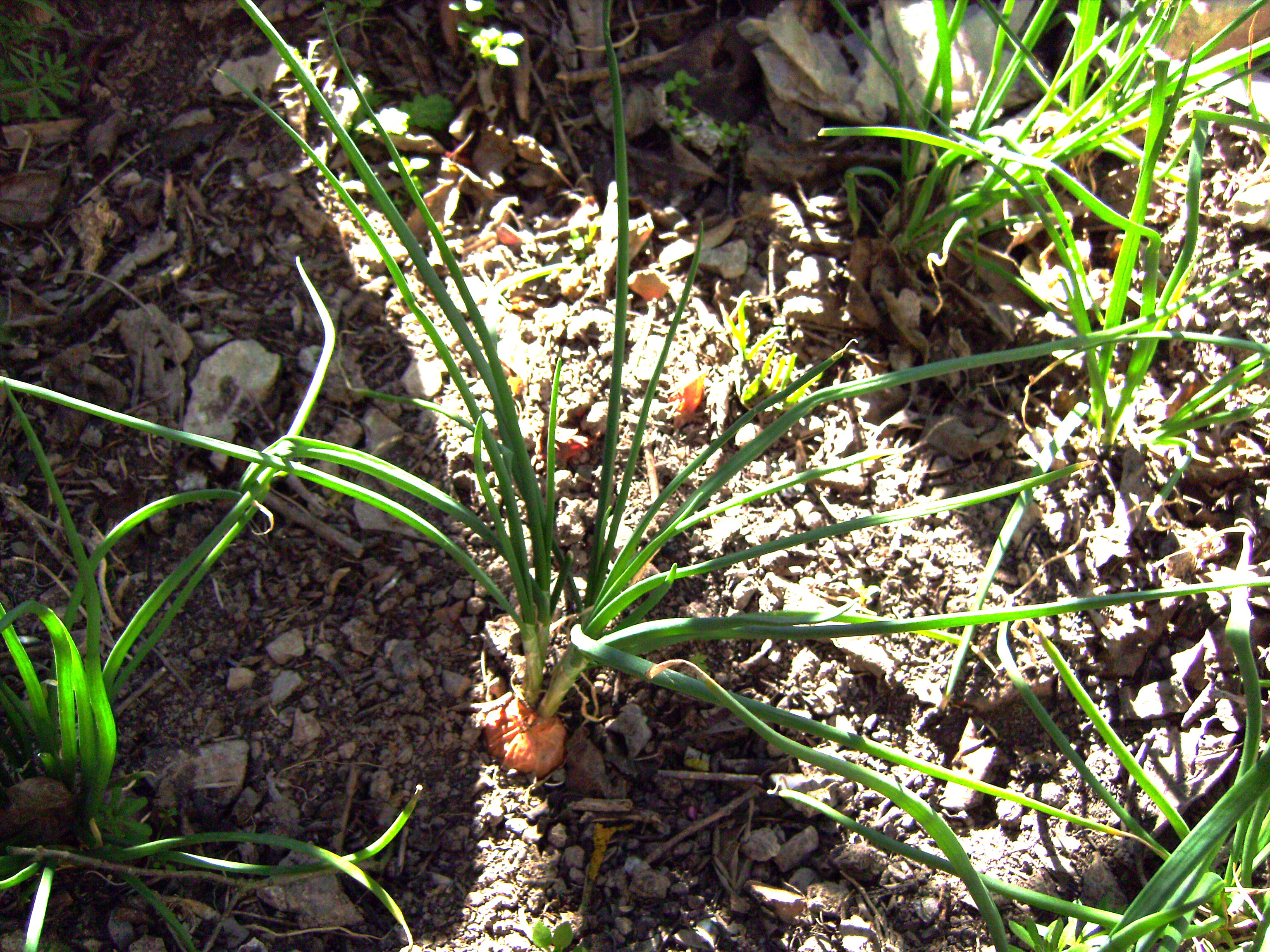
Escalunya (A. cepa var. aggregatum) cultivada a Castelltallat

- Allium cepa L. var. aggregatum G. Don (abans Allium ascalonicum L., sinònim: Allium hierochuntinum Boiss.), que es coneix en francès com échalote i en anglès com shallot. És l'escalunya més utilitzada en la cuina occidental. Taxonòmicament és o bé considerada una espècie a part (Allium ascalonicum) o una varietat de la ceba amb diversos bulbs agregats (Allium cepa var. aggregatum)
- Allium oschaninii O. anomenada en francès échalote grise o griselle que és una espècie originària de l'Àsia central (Afganistan, Iran) i que per a alguns seria la veritable escalunya.[cal citació]
- Allium hirtifolium Boiss o escalunya de Pèrsia que es cull en part silvestre i en part es cultiva[cal citació]
- Allium x wakegi que en anglès es diu scallion derivat igualment d'Ascaló.[cal citació]

## Descripció
L'escalunya varietat aggregatum és una planta vivaç de bulb però es cultiva com anual. Forma unes fulles cilíndriques buides de 20 a 30 cm d'alt. Cada bulb que es planta presenta nombrosos punts vegetatius que després de la plantació formen nombrosos bulbs fills formant un grup. La inflorescència és com en totes les espècies del gènere Allium, una umbel·la esfèrica, les flors estrellades són de color blanc blavós, la umbel·la sovint presenta bulbils. Les llavors són xiques i negres.
El gust de l'escalunya és més fort que el de la ceba però no tant com l'all.

## Conreu
- La plantació dels bulbs es pot fer a la tardor (d'octubre a desembre) o a fi d'hivern (març o abril) segons les varietats. L'escalunya és força resistent al fred. Als Països Baixos es produeix, recentment, també llavor per a cultivar-la per sembra i no per plantació de bulbs.
- La collita es fa entre els cinc i nou mesos després de plantar cap al mes de juliol.
- Els bulbs ben secs es poden conservar en un local fresc diversos mesos.

## Principals varietats
Les varietats cultivades a França s'agrupen en dos grups: escalunyes grises (échalotes grises), les més apreciades en ser les més aromàtiques i les escalunyes rosades (échalotes roses de tipus 'Jersey').
- Échalote grise ;
- Échalote de Jersey (échalote rose) ;
- Échalote 'Cuisse de poulet', o échalion, que és en realitat un tipus particular de ceba.
- Echalote longue, bretonne, de color groc-taronja (es planta de gener a fi de febrer) ;
- Echalote demi-longue bretonne, de color taronja-roig (es planta del 15 de març a principi de maig) ;

## Ús

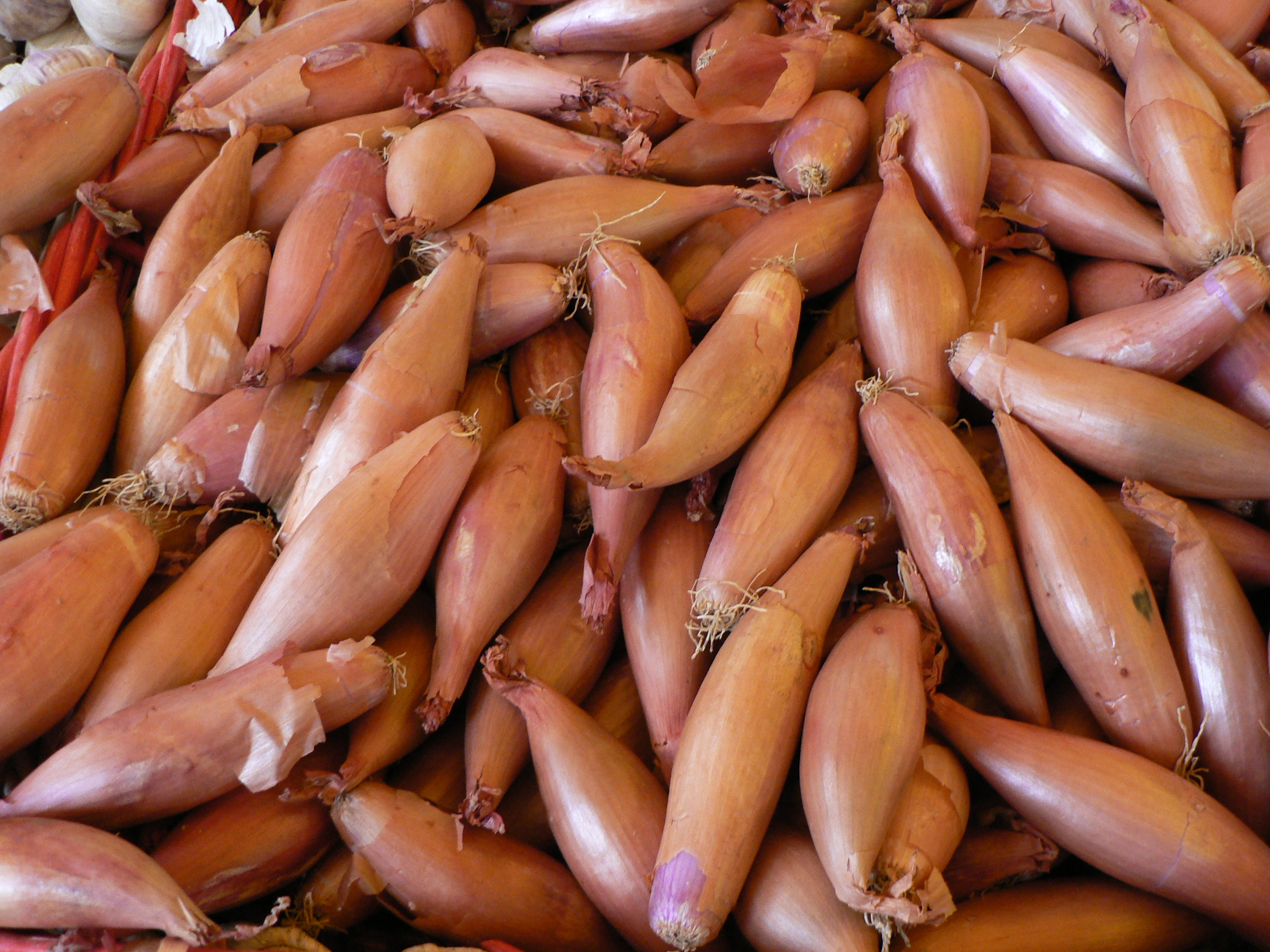
Bulbs d'escalunyes a la venda

- Els bulbs d'escalunya s'utilitzen a la cuina crus o cuits. Crus serveixen per donar aroma a les amanides i crudités. Cuits, es fan servir per fer salses, brous curts (courts-bouillons), o acompanyament de plats de carn.
- Les fulles picades poden substituir les dels cibulets.